# Кустарова, Елена Владимировна
Еле́на Влади́мировна Куста́рова (род. 26 июля 1976 года, Москва, РСФСР, СССР) — советская и российская фигуристка, выступавшая в танцах на льду. Мастер спорта СССР международного класса, двукратный призёр чемпионатов мира среди юниоров, трёхкратный призёр чемпионатов России. В настоящее время — хореограф и тренер по фигурному катанию, заслуженный тренер России.

## Карьера спортсменки
Первым партнёром Е. Кустаровой был Сергей Ромашкин, с которым она дважды становилась призёром чемпионатов мира среди юниоров — серебряным в 1990 и бронзовым в 1991 году.
В сезоне 1991/1992 спортсменка выступала с Олегом Овсянниковым. На чемпионате СССР 1992 года Кустарова/Овсянников остановились в шаге от медалей, став 4-ми. В последующие 2 года они становились призёрами уже чемпионата России.
В сезоне 1994/1995 О. Овсянников встал в пару с Анжеликой Крыловой, а Елена — с Вазгеном Азрояном. На чемпионате России 1995 года пара заняла второе место и вошла в состав сборной на чемпионат Европы, где выступила неудачно, заняв 17-е место. В конце сезона Е. Кустарова решила завершить спортивную карьеру.

## Карьера хореографа и тренера

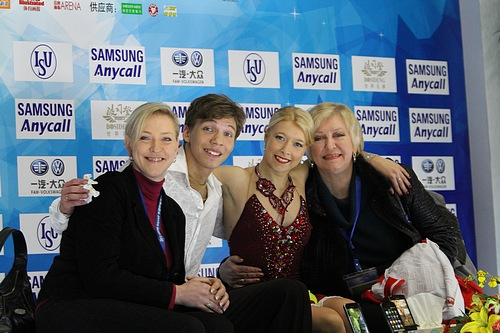
Е. Кустарова (слева) с учениками Д. Соловьёвым и Е. Бобровой, и матерью Светланой Алексеевой

Работает хореографом и тренером в тандеме с Ольгой Рябининой и с матерью и со своим бывшим тренером Светланой Алексеевой.
В их группе в разное время тренировались: чемпионы мира среди юниоров 2007 года, серебряные призёры чемпионата Европы 2011 года и чемпионы России Екатерина Боброва и Дмитрий Соловьёв, чемпионы мира среди юниоров 2011 года Ксения Монько и Кирилл Халявин, чемпионы Эстонии 2010 года Таави Ранд и Ирина Шторк, выступающие за Азербайджан Юлия Злобина и Алексей Ситников. Ранее, в разное время, Елена Кустарова работала с такими танцевальными дуэтами как: Екатерина Рублёва и Иван Шефер, Екатерина Рязанова и Джонатан Гурейро, Елена Романовская и Александр Грачёв, Анастасия Платонова и Александр Грачев, Мария и Евгений Борунов и многими другими.

## Результаты выступлений
(с В. Азрояном)
| Соревнования      | 1994—1995 |
| ----------------- | --------- |
| Чемпионаты Европы | 17        |
| Чемпионаты России | 2         |

(с О. Овсянниковым)
| Соревнования         | 1991—1992 | 1992—1993 | 1993—1994 |
| -------------------- | --------- | --------- | --------- |
| Чемпионаты России    |           | 2         | 3         |
| Чемпионаты СССР      | 4         |           |           |
| Trophée Eric Bompard |           | 3         |           |
| Bofrost Cup on Ice   |           |           | 3         |

(с С. Ромашкиным)
| Соревнования                  | 1989—1990 | 1990—1991 |
| ----------------------------- | --------- | --------- |
| Чемпионаты мира среди юниоров | 2         | 3         |

## Образование, личная жизнь
Российский государственный университет физической культуры, спорта и туризма (2001).
Муж — Максим Ольховик.